# 知識論者列表
這列表列出了世界上部分知名知識論家。
| 姓名                            | 出生日期       | 逝世日期       | 居住地                                 |
| ------------------------------- | -------------- | -------------- | -------------------------------------- |
| 托馬斯·阿奎那                   | 約1225年       | 1274年3月7日   | 西西里王國                             |
| 亞里士多德                      | 前384年        | 前322年3月7日  | 馬其頓王國                             |
| 阿尔弗雷德·艾耶爾               | 1910年10月29日 | 1989年6月27日  | 英国                                   |
| 弗兰西斯·培根                   | 1561年1月22日  | 1626年4月9日   | 英国                                   |
| 乔治·贝克莱                     | 1685年3月12日  | 1753年1月14日  | 爱尔兰                                 |
| 戴维·玻姆                       | 1917年12月20日 | 1992年10月27日 | 生於 美国，逝世於 英国。               |
| 朱迪斯·巴特勒                   | 1956年2月24日  | 在世           | 美国                                   |
| 诺姆·乔姆斯基                   | 1928年12月7日  | 在世           | 美国                                   |
| 西蒙·波娃                       | 1908年1月9日   | 1986年4月14日  | 法國                                   |
| 勒内·笛卡兒                     | 1596年3月31日  | 1650年2月11日  | 生於 法蘭西王國，逝世於 瑞典帝國。     |
| 埃玛·戈尔德曼                   | 1869年6月27日  | 1940年5月14日  | 俄罗斯帝国                             |
| 保羅·格萊斯                     | 1913年3月13日  | 1988年8月28日  | 英国                                   |
| 弗里德里希·哈耶克               | 1899年5月8日   | 1992年3月23日  | 生於 奥匈帝国，逝世於 德国。           |
| 格奥尔格·威廉·弗里德里希·黑格尔 | 1770年8月27日  | 1831年11月14日 | 生於 神圣罗马帝国，逝世於 普魯士王國。 |
| 托马斯·霍布斯                   | 1588年4月5日   | 1679年12月4日  | 英国                                   |
| 大卫·休谟                       | 1711年5月7日   | 1776年8月25日  | 蘇格蘭                                 |
| 伊曼努尔·康德                   | 1724年4月22日  | 1804年2月12日  | 普魯士王國                             |
| 索倫·奧貝·克爾凱郭爾            | 1813年5月5日   | 1855年11月11日 | 丹麦                                   |
| 约翰·洛克                       | 1632年8月29日  | 1704年10月28日 | 英国                                   |
| 尼克拉斯·卢曼                   | 1927年12月8日  | 1998年11月6日  | 德国                                   |
| 泰瑞司·麥肯南                   | 1946年11月6日  | 2000年4月3日   | 爱尔兰                                 |
| 路德維希·馮·米塞斯              | 1881年9月29日  | 1973年10月10日 | 生於 奥匈帝国，逝世於 美国。           |
| 乔治·爱德华·摩尔                | 1873年11月4日  | 1958年10月24日 | 英国                                   |
| 羅伯特·諾齊克                   | 1938年11月16日 | 2002年1月23日  | 美国                                   |
| 奥卡姆的威廉                    | 1285年         | 1349年         | 英国                                   |
| 讓·皮亞傑                       | 1896年8月9日   | 1980年9月16日  | 瑞士                                   |
| 阿尔文·普兰丁格                 | 1932年11月15日 | 在世           | 美国                                   |
| 柏拉图                          | 前427年        | 前347年        | 古希臘                                 |
| 卡尔·波普尔                     | 1902年7月28日  | 1994年9月17日  | 生於 奥匈帝国，逝世於 英国。           |
| 威拉德·冯·奥曼·蒯因             | 1908年6月25日  | 2000年12月25日 | 美国                                   |
| 艾茵·兰德                       | 1905年2月2日   | 1982年3月6日   | 俄羅斯                                 |
| 伯特兰·罗素                     | 1872年5月18日  | 1970年2月2日   | 英国                                   |
| 约翰·罗杰斯·希尔勒              | 1932年7月31日  | 在世           | -                                      |
| 苏格拉底                        | 前470年        | 前399年        | 古希臘                                 |
| 魯道夫·斯坦納                   | 1861年2月27日  | 1925年3月30日  | 生於 奥匈帝国，逝世於 奥地利。         |
| 彼得·弗雷德里克·斯特劳森        | 1919年11月23日 | 2006年2月13日  | 英国                                   |
| 納西姆·尼可拉斯·塔雷伯          | 1960年         | 在世           | 美国                                   |
| 詹巴蒂斯塔·维柯                 | 1668年6月23日  | 1744年1月23日  | 那不勒斯王國\|-                        |
| 路德维希·维特根斯坦             | 1889年4月26日  | 1951年4月29日  | 生於 奥匈帝国，逝世於 英国。           |
| 色诺芬尼                        | 约公元前570年  | 前470年        | 古希臘                                 |